# عبد الرزاق الكاشاني
عبد الرزاق جمال الدين بن أحمد كمال الدين ابن أبي الغنائم محمد الكاشاني أو الكاشي أو القاشاني (توفي نحو 730 هـ / نحو 1330 م) هو متصوف شيعي.

## آثاره
له تاليف منها:
- «كشف الوجوه الغر»
- «اصطلاحات الصوفية» مطبوع - حققه المستشرق اشبرنجر ونشره في كلكتا (1844 م)[4]، كما طبع في الهند ثلاث مرات.[5]
- «شرح منازل السائرين» (مطبوع)
- «شرح فصوص الحكم لابن عربي» (مطبوع)
- تأويلات القرآن (مخطوط)[6] وقد تمت طباعته طبعة حجرية.

## وصلات خارجية
- عبد الرزاق الكاشاني وإسهامه في تطوير المعجمية العربية- علي القاسمي - مجلة مجمع اللغة العربية بدمشق المجلد (77) الجزء (4)
- كتاب «اصطلاحات الصوفية» - طبعة ألويس اشبرنجر، من كوكل للكتب